# Shureimon
Shureimon (守礼門, ou Shurei no mon) est un paifang à Shuri dans les environs de Naha, la capitale de la préfecture d'Okinawa au Japon. C'est la deuxième des portes principales du château de Shuri. Elle est construite au XVIe siècle.

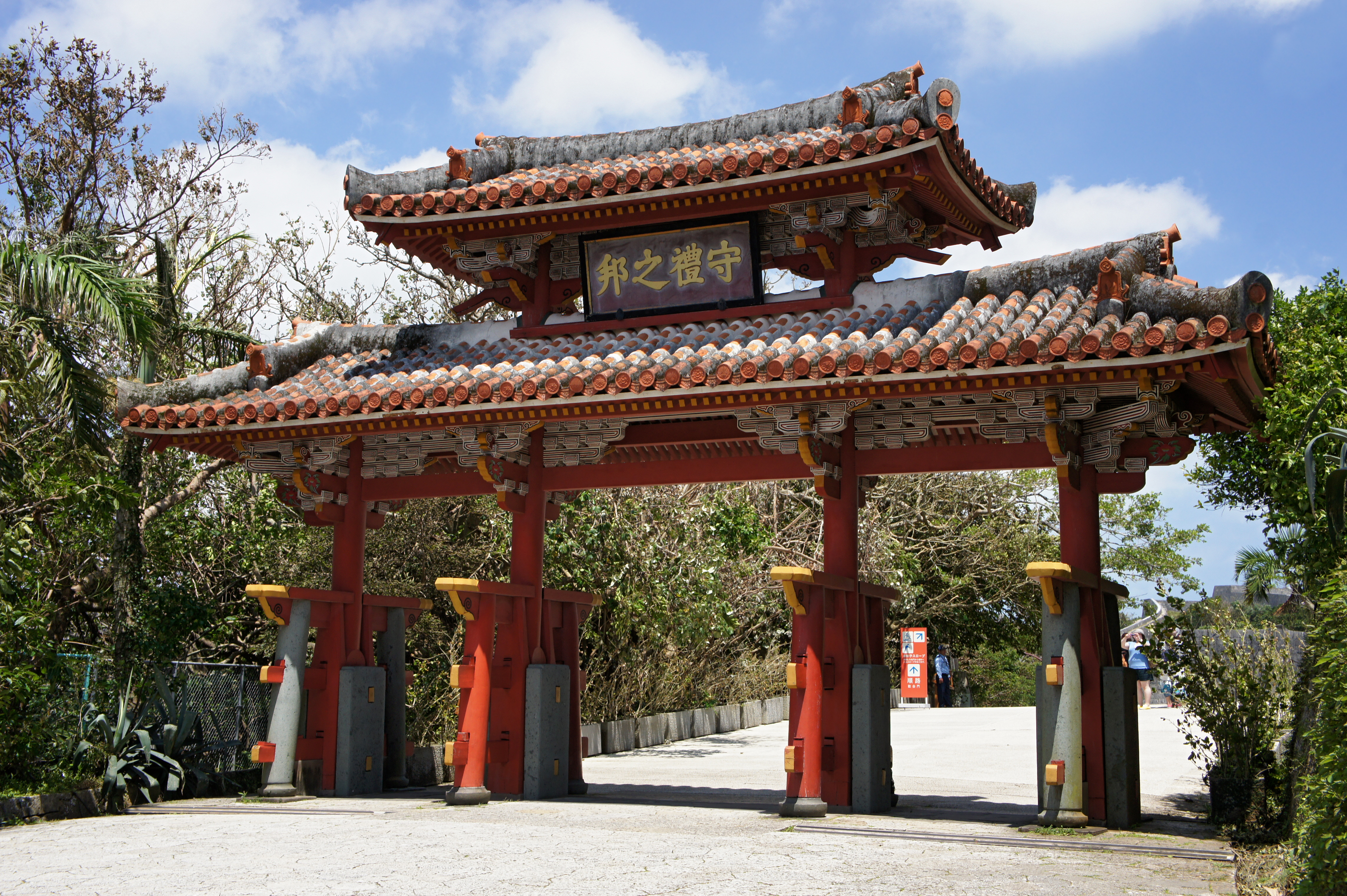
Shureimon ou Shurei no mon.

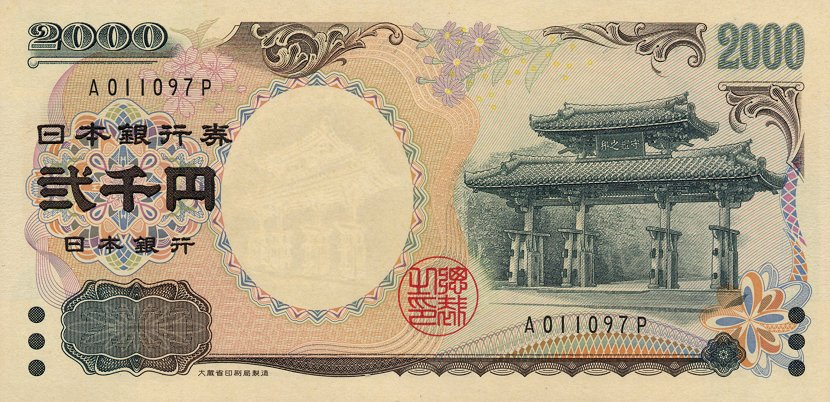
Billet de représentant la porte.

Cette porte de type paifang reflète la forte influence chinoise aux côtés des traditions religieuses indigènes. Les quatre caractères chinois encadrés sur la porte — 守禮之邦 Shu, rei, no et kuni, ce qui signifie « Le pays des bonnes manières » — ont été ajoutés au Shureimon longtemps après qu'il a été construit. La structure de la porte est semblable à celle des portes de tourelles chinoises à trois travées, et elle est recouverte d'un toit à deux versants couverts de tuiles rouges.
Les principales colonnes sont séparées de 7,94 m. La partie supérieure de la porte se tient à 7,05 m de haut, tandis que la partie inférieure est à 5,11 m. Les quatre piliers se tiennent sur des pierres de fondation, et ils sont pris en charge sur les faces avant et arrière par des piliers inclinés accessoires pour une meilleure stabilité.
La porte, détruite pendant la Seconde Guerre mondiale, est reconstruite après des campagnes et des soutiens locaux dans les années 1950 et 1960. C'est la première partie du château de Shuri à être reconstruite, et des décennies passent avant que le reste du château soit restauré.
Une image de la porte apparaît sur le billet de 2 000 yens émis en 2000 pour commémorer le 26e sommet du G8 organisé à Okinawa.

## Crédits
- (en) Cet article est partiellement ou en totalité issu de l’article de Wikipédia en anglais intitulé « Shureimon » (voir la liste des auteurs).